# Federico Chentrens
Federico Chentrens, né en 1938, est un réalisateur, scénariste et producteur de cinéma italien.

## Biographie
Chentrens a été assistant réalisateur et acteur occasionnel dans des films de genre entre 1959 et 1968. Il a ensuite réalisé trois films, dont deux sous le pseudonyme de Richard Owens. Chentrens est ensuite parti en Australie, où il a réalisé des films pour la télévision. Il y a notamment réalisé le feuilleton The Bushranger en 1976.

## Filmographie non exhaustive

### Réalisateur
- 1968 : Le tueur aime les bonbons (Un killer per sua maestà), coréalisé avec Maurice Cloche
- 1969 : Playgirl 70
- 1971 : Le Juge, coréalisé avec Jean Girault[4],[5]

### Acteur
- 1966 : Tuez Johnny Ringo (Uccidete Johnny Ringo) de Gianfranco Baldanello
- 1968 : À genoux, Django (Black Jack) de Gianfranco Baldanello
- 1973 : Un colt dans la main du diable (Una colt in mano al diavolo) de Gianfranco Baldanello